# 聯合國全球傳播部
联合国全球传播部（英語：United Nations Department of Global Communications，UNDGC），原称聯合國公共信息部（英語：United Nations Department of Public Information）是聯合國秘書處的一個部門。它的任務是透過策略性宣傳活動、媒體和與民間社會團體的關係，提高公眾對聯合國工作的認識和支持。